# Polypedilum tana
Polypedilum tana är en tvåvingeart som beskrevs av Peter Scott Cranston och Judd 1989. Polypedilum tana ingår i släktet Polypedilum och familjen fjädermyggor.
Artens utbredningsområde är Etiopien. Inga underarter finns listade i Catalogue of Life.